# Chlumská stráň
Chlumská stráň je národní přírodní rezervace v katastrálním území Chlum nad Berounkou na pravém břehu hlubokého údolí řeky Berounky mezi ústím potoků Radubice a Seč pod obcí Chlum a vrchem Hamouz. Rezervace o rozloze 150,41 hektarů je nejstarším chráněným územím okresu Rokycany. Vyhlášena byla již v roce 1933. Chlumská stráň leží v severní části přírodního parku Horní Berounka, sousedí s přírodním parkem Hřešihlavská a CHKO Křivoklátsko. Od roku 2009 je Chlumská stráň prohlášena též evropsky významnou lokalitou soustavy Natura 2000.

## Lokalita
Rezervace se nachází na severním okraji okresu Rokycany u vesnice Chlum. Jedná se o příkrý a erozní západní svah na pravém břehu Berounky. Oblast leží v severní části přírodního parku Horní Berounka, sousedí s přírodním parkem Hřešihlavská a chráněnou krajinnou oblastí Křivoklátsko. Území o rozloze 150,41 hektaru je převážně zalesněné, s výjimkou prudších svahů a suťových míst. Na severu a východě je oblast ohraničená převážně zemědělskými oblastmi. Na severu sousedí s usedlostí Hamouz o rozloze 306 hektaru, jejíž hlavní činností je chov skotu, bažantů, daňků, ryb a koní. Na jihu je oblast ohraničena potokem Radubice.
Nadmořská výška rezervace se pohybuje v rozmezí 255–470 metrů (vrchol kopce Hamouz).

## Přírodní poměry
Lokalita je součástí geologické oblasti Barrandien. Horninovým podkladem jsou slabě přeměněné břidlice, droby a prachovce a v menších částech pak silicity. Půdní pokryv je převážně hnědý, nasycený a kyselý. Podél potoka Radubice a na úpatí svahu lze nalézt kambické gleje, tedy půdu ovlivněnou častým prosycením vodou.
Klima je mírně teplé s teplým a suchým létem a mírně teplou a velmi suchou zimou. V nedaleké a typově relativně podobné lokalitě Liblín je průměrná roční teplota 8,1 °C s maximem 37 °C a s 489 mm úhrnem srážek. Na území okresu Rokycany je evidováno v průměru 30–40 letních dnů a 100–130 mrazových dnů za rok. Kvalita ovzduší má tendenci se zlepšovat a na většině území imisní hodnoty sledovaných polutantů nepřesahují imisní limity.
Berounka je přirozenou migrační cestou a slunná stanoviště jsou útočiště pro mnohé teplomilné druhy.

### Flóra

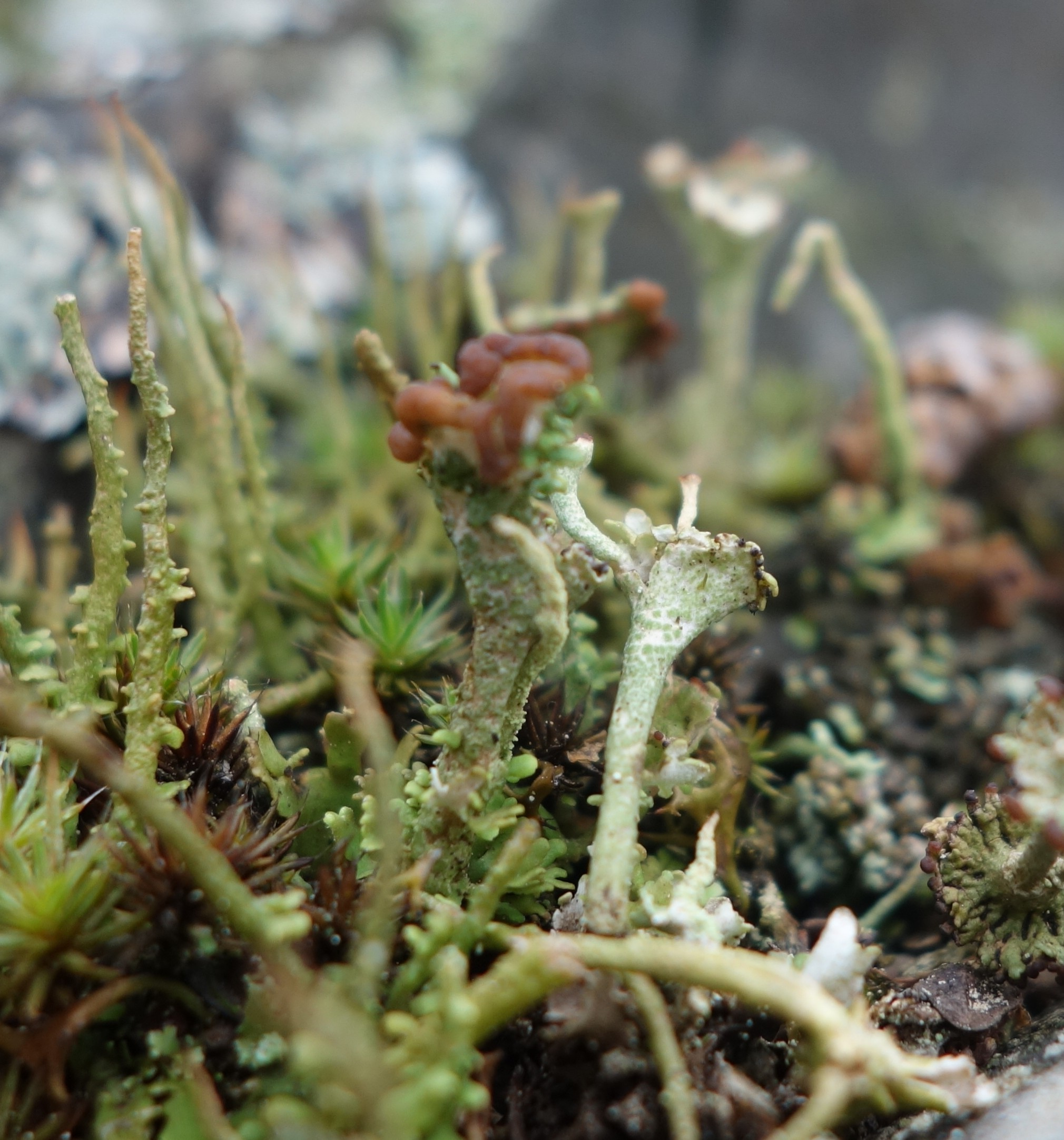
Cladonia cariosa (uprostřed) na vyhlídce Na Plazu

Stromová diverzita je poměrně pestrá. Nejčastějšími stromy na celé lokalitě jsou dub (Quercus sp.) a habr obecný (Carpinus betulus). Na sušších a slunných místech převažují jehličnany: borovice lesní (Pinus sylvestris), jedle bělokorá (Abies alba) a smrk ztepilý (Picea abies). V blízkosti vodních toků se vyskytují olše (Alnus glutinosa). V menších množstvích můžeme na místě najít javor (Acer sp.), lípu (Tilia sp.), buk lesní (Fagus slyvatica) a jasan ztepilý (Fraxinus excelsior). Velmi významná je populace původního tisu červeného (Taxus bacata). Na okrajích lokality se má tendenci šířit invazní trnovník akát (Robinia pseudacacia).
Z křovin je zastoupena líska obecná.
V bylinném patře je významná lilie zlatohlavá (Lilium martagon), bělozářka větvitá (Anthericum ramosum) a dymnivka dutá (Corydalis cava). Dále lze na lokalitě nalézt netýkavku nedůtklivou (Impatiens noli-tangere), hrachor jarní (Lathyrus vernus), jaterník podléšku (Hepatica nobilis). V lokalitě hrozí šíření nepůvodní netýkavky malokvěté a bolševníku velkolepého.
Odhalené kameny jsou substrátem pro pestrou škálu lišejníků a druhová diversita je na místě velmi bohatá v porovnání s celém územím ČR. Na lokalitě lze nalézt kriticky ohrožený druh Usnea scabrata a silně ohrožené druhy Cladonia cariosa, Flavoparmelia caperata, Peltigera horizontalis a Peltigera polydactylon.

### Fauna
Na vyhřátých a slunných místech lze nalézt ještěrku živorodou (Zootoca vivipara) a zmiji obecnou (Vipera berus). Ve vlhčích oblastech se vyskytuje ropucha obecná (Bufo bufo), užovka obojková (Natrix natrix) a významný je výskyt mloka skvrnitého (Salamandra salamandra).
V blízkosti řeky se vyskytuje ledňáček říční (Alcedo athis) a břehule říční (Riparia riparia). Z dalšího ptactva pak kalous ušatý (Asio otus), puštík obecný (Strix aluco) , orel mořský (Haliaeetus albicilla) a krkavec velký (Corvus corax). Na lokalitě byl také spatřen výr velký (Bubo bubo) , pro kterého je strmá a balvanitá stráň vhodným habitatem.

## Ochrana

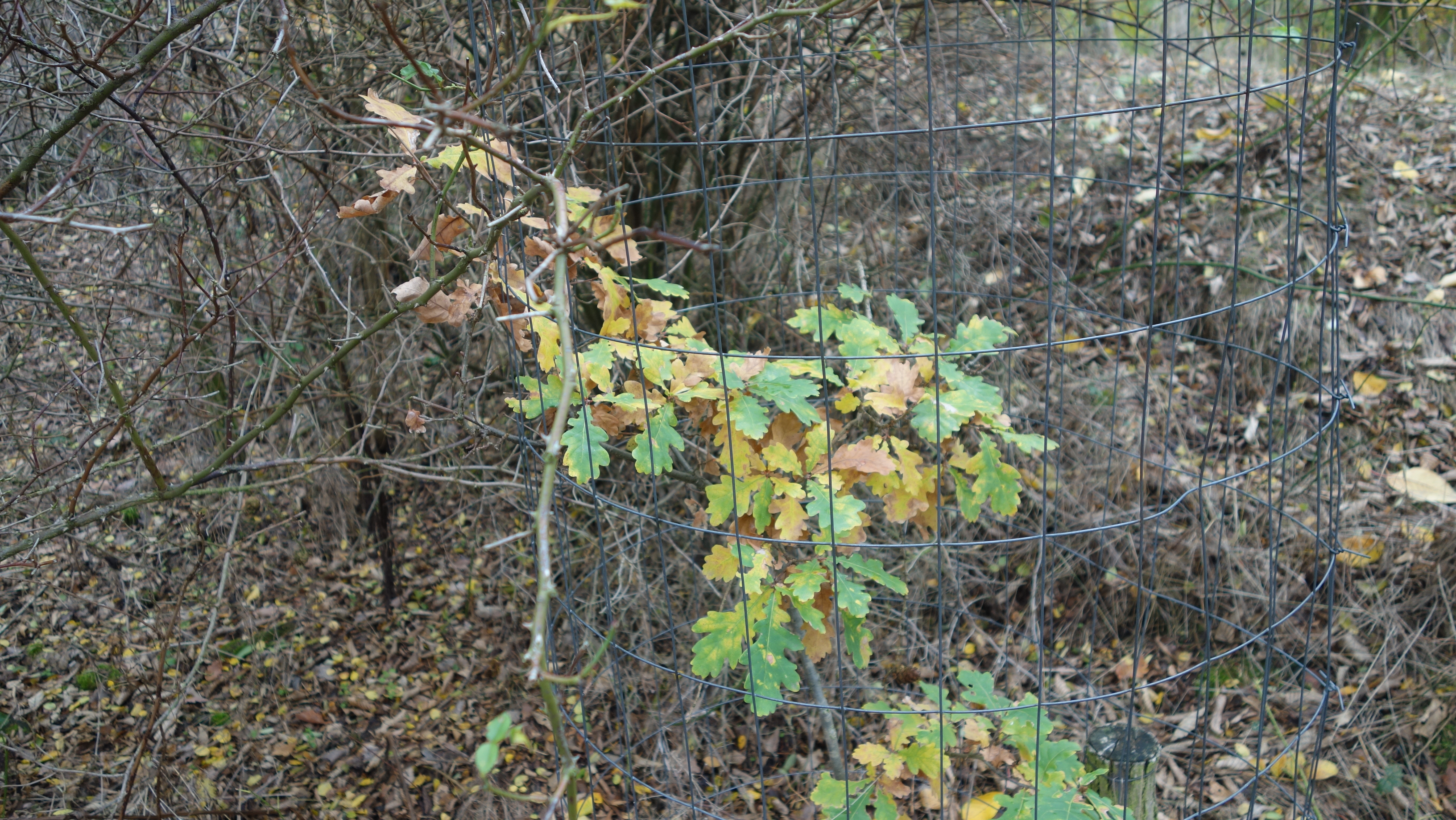
Ochrana dubu před okusem pomocí oplocenky

První chráněné území bylo v oblasti vyhlášeno v roce 1933 a původní název rezervace byl Zvíkovec – tisy. Od roku 2009 je Chlumská stráň prohlášena též evropsky významnou lokalitou soustavy Natura 2000.
Území bylo v historii kontinuálně zalesněno, nebylo zemědělský obhospodařováno, přesto je však z lesnické činnosti v lokalitě mírně pozměněná dřevinná skladba. Hlavním předmětem ochrany jsou populace jedle bělokoré a původní populace tisu červeného.
Od roku 2010 probíhá introdukce tisu a na lokalitě bylo k roku 2014 zhruba 30 uměle vysazených jedinců. Při poslední inventarizaci bylo zmapováno celkem 362 jedinců, což řadí rezervaci na čtvrté místo v CHKO Křivoklátsko v početnosti populace tohoto druhu. U relativně početné populace jako je tato je riziko zániku malé. Přesto je důležité populaci chránit a to zejména před okusem zvěře a invazními druhy. Jedle bělokorá se na lokalitě vyskytuje v počtu několika tisíců jedinců a její přítomnost byla zjištěna ve všech oblastech chráněného území.

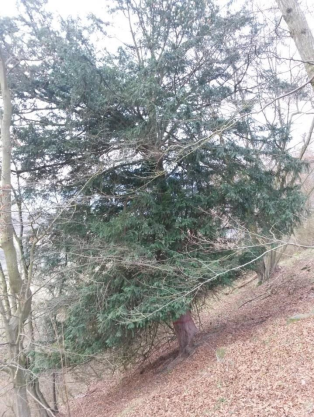
Tis červený na Chlumské stráni

Dalším cílem ochrany je zachování a obnova acidofilních teplomilných doubrav a reliktních borů. V rámci evropské významné lokality jsou pak ještě chráněné acidofilní bučiny, hercynské dubohabřiny a jasanovo-olšové luhy.
Pro obnovení přirozené skladby lesů je na území v plánu postupné odtěžování jehličnanů, zalesňováním holin a zavedení mechanické ochrany (oplocenky) u mladých jedinců pro ochranu před okusem spárkatou zvěří. Další postupy pro omezení okusu chráněných druhů je nezřizování přikrmovacích zařízení na chráněném území a v ochranném pásmu a také intenzivní odlov. Odumřelá dřevní hmota je ponechávána na místě.
Od roku 2010 na území každoročně dochází k redukci populace trnovníku akátu. Stromy jsou těženy a na pařezy je aplikován herbicid na bázi glyfosátu. Od stejného roku také dochází k chemickým zásahům proti bolševníku velkolepému (Heracleum mantegazzianum) a to i v přilehlých lokalitách rezervace. Proti invazní netýkavce malokvěté (Impatiens parviflora) zatím žádná opatření nebyla provedena.

## Turismus a přístupnost
Lokalita je relativně blízko dálnice D5, a proto je dobře dosažitelná z Prahy, případně z Plzně. Ze severu směrem od městyse Zvíkovec vede červeně značená turistická trasa do vesnice Chlum, odkud pokračuje vede odbočka do přírodní rezervace na vyhlídku Na Plazu. Po červené trase lze dále pokračovat na jih, kde trasa nejdříve vede podél okraje rezervace a pak vede skrz ni až do Rybárny u Hřešihlav. V blízkosti rezervace se nachází další chráněná území: PR Skryjská jezírka, NPR Kohoutov a PR Třímanské skály.

## Galerie

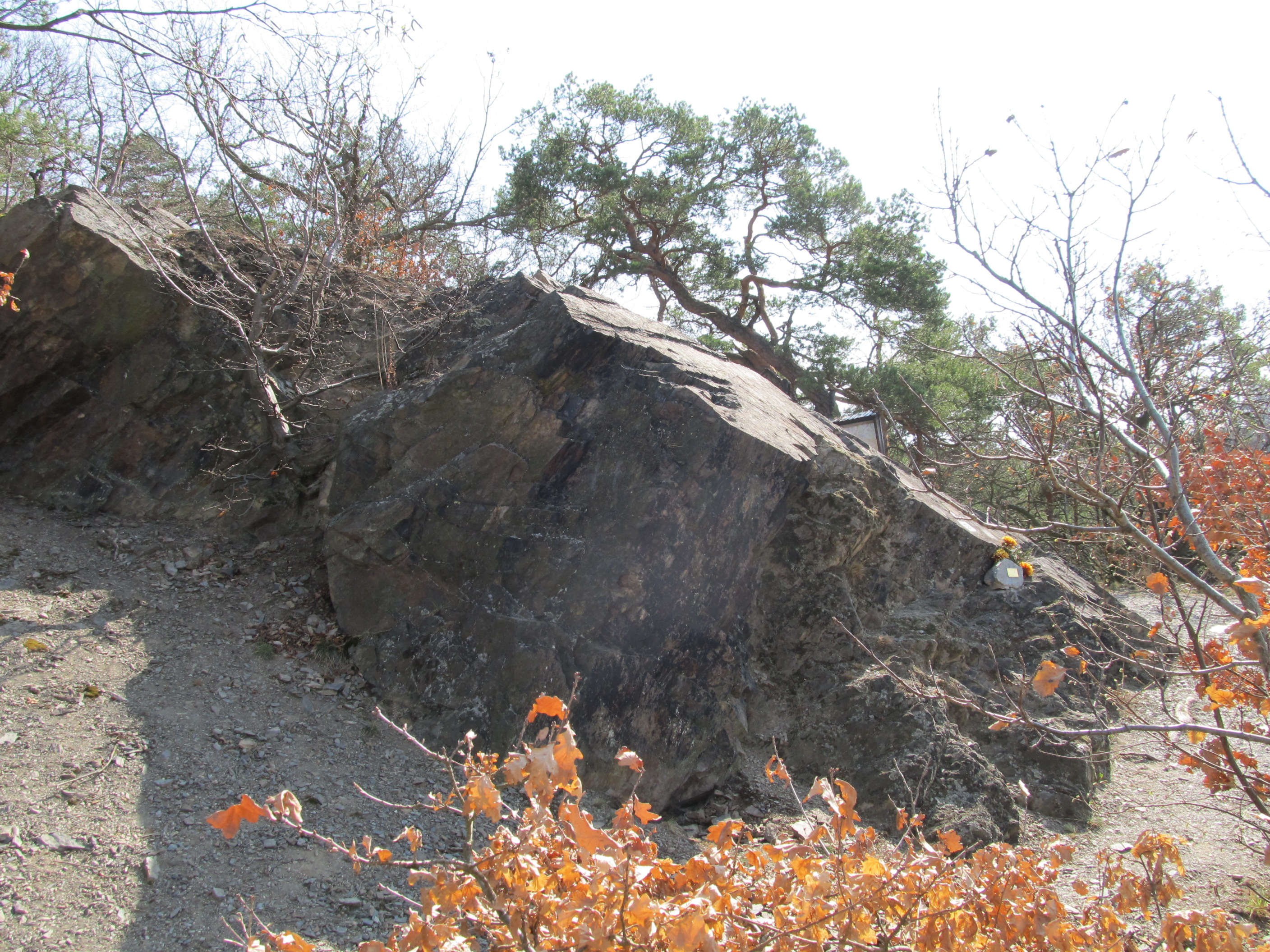
Skála u vyhlídky Na plazu
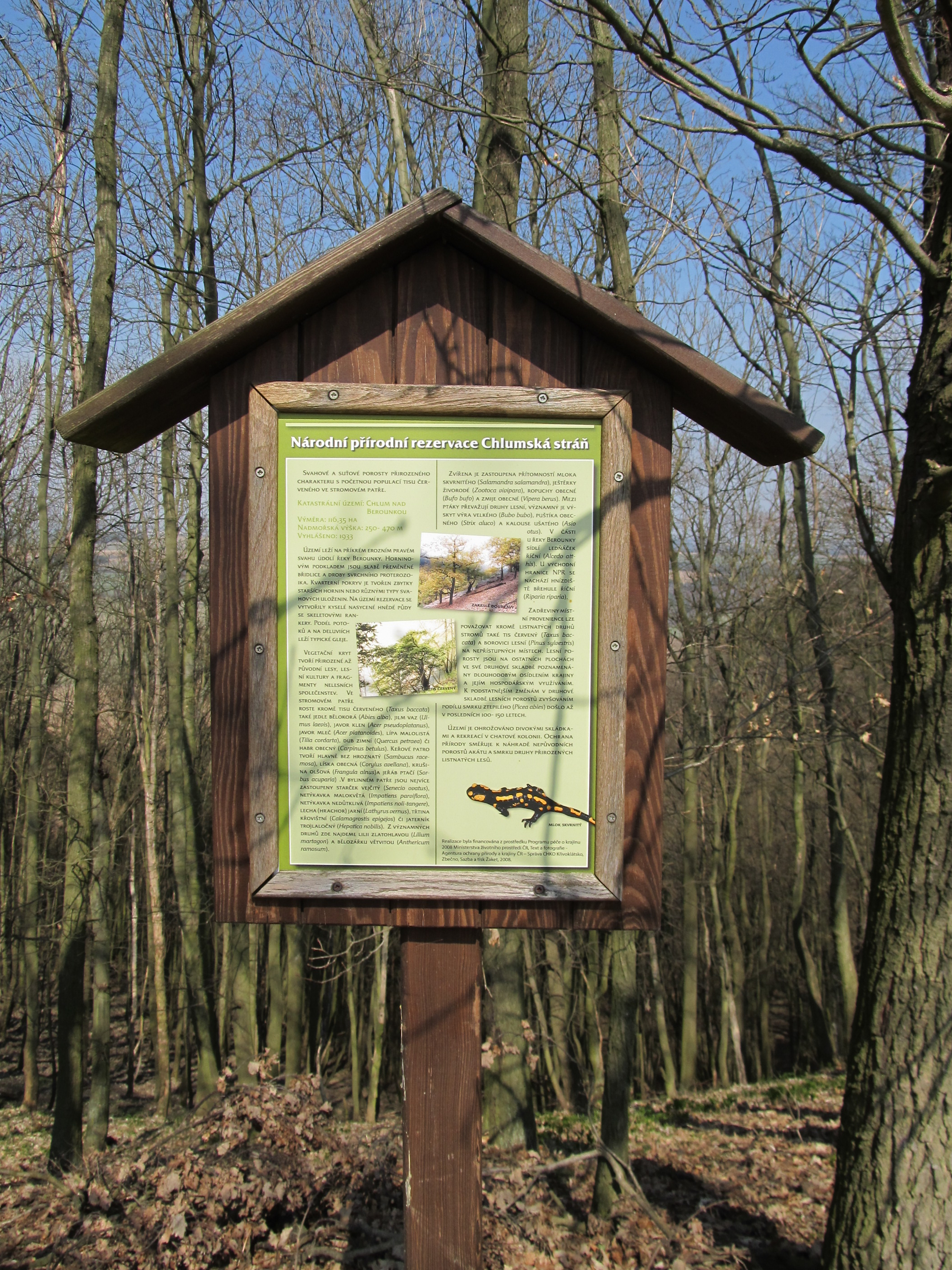
Tabule
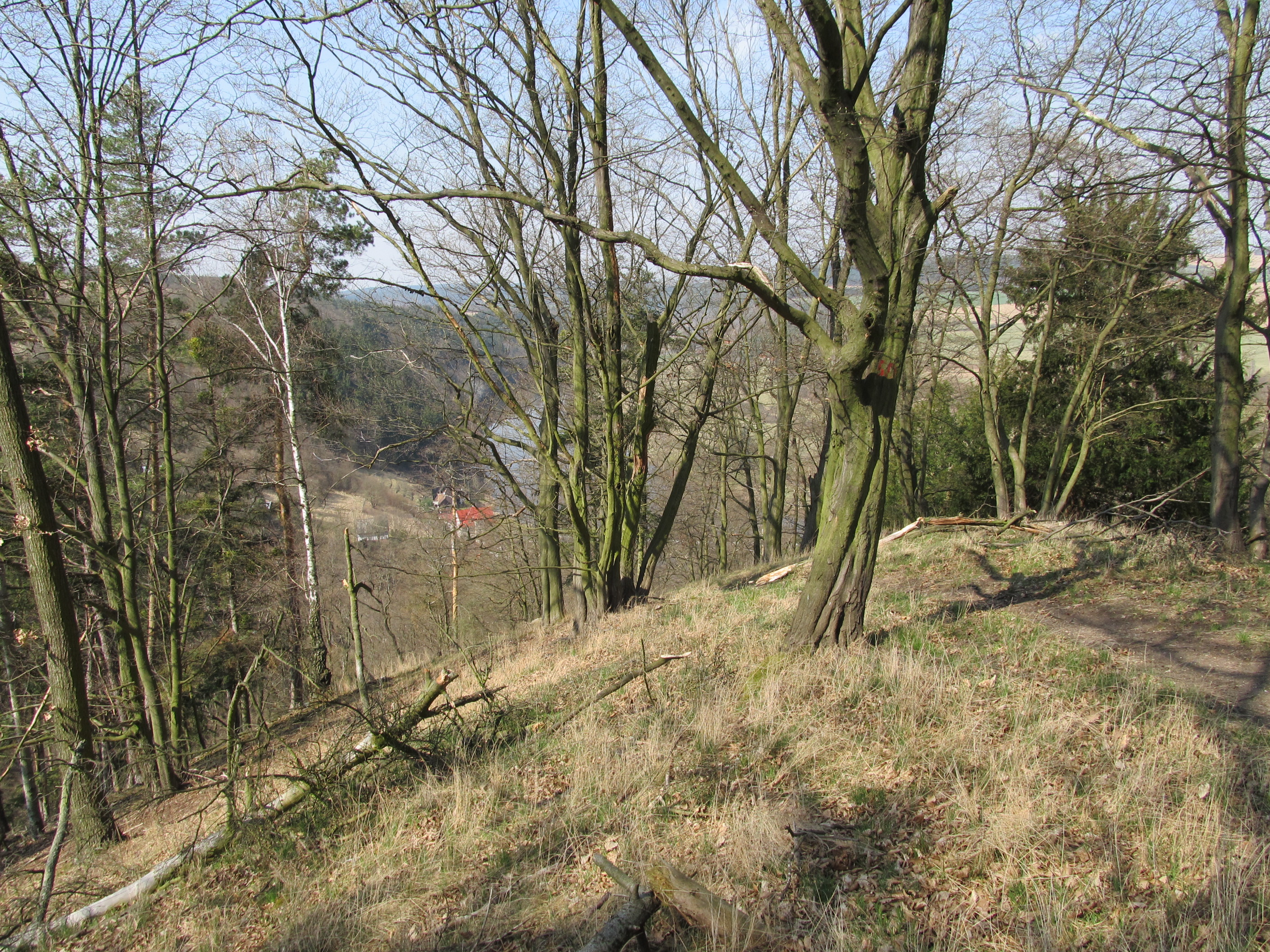
Ostroh Chlumské stráně
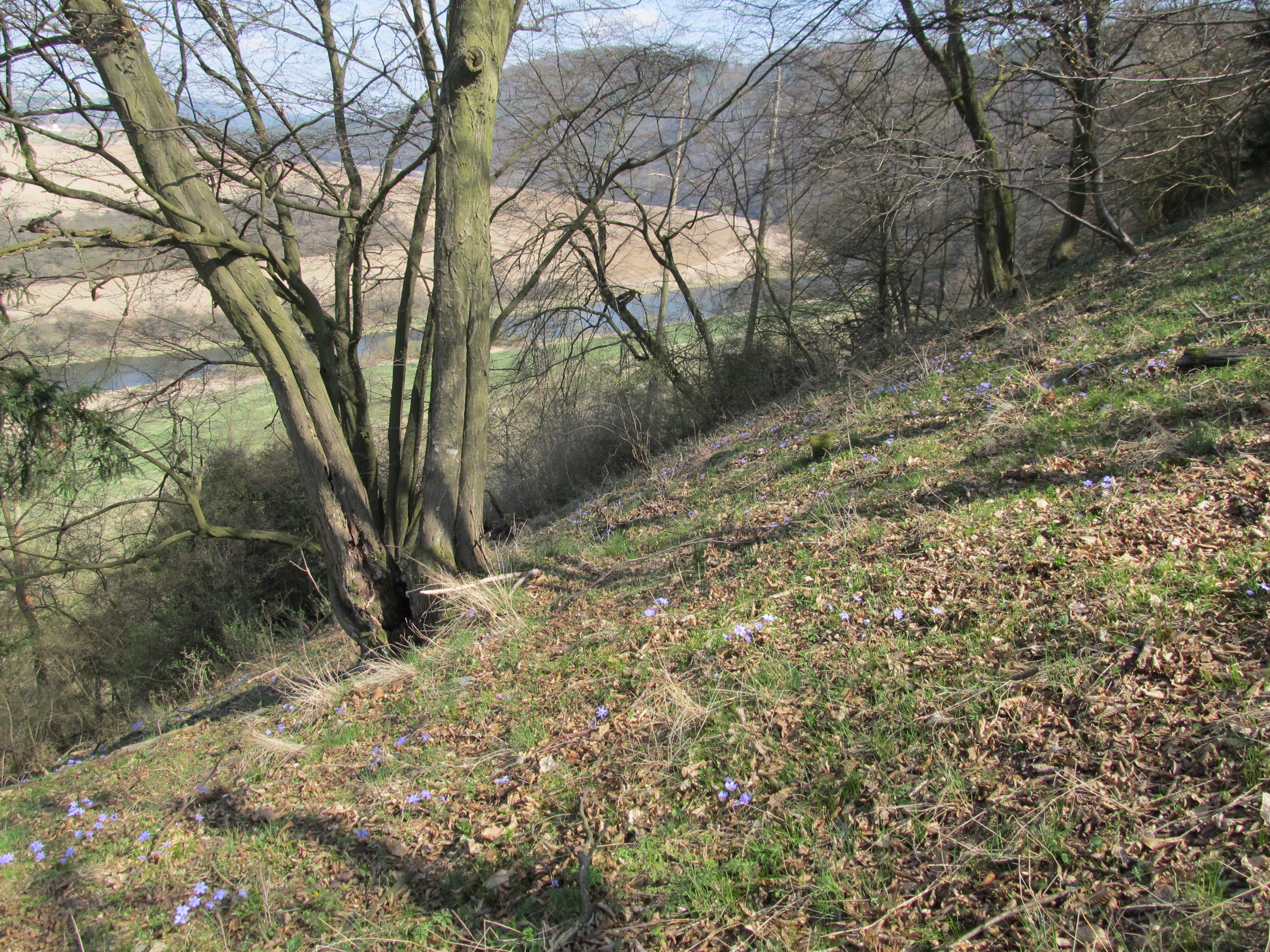
Jaterníkové koberečky na Chlumské stráni
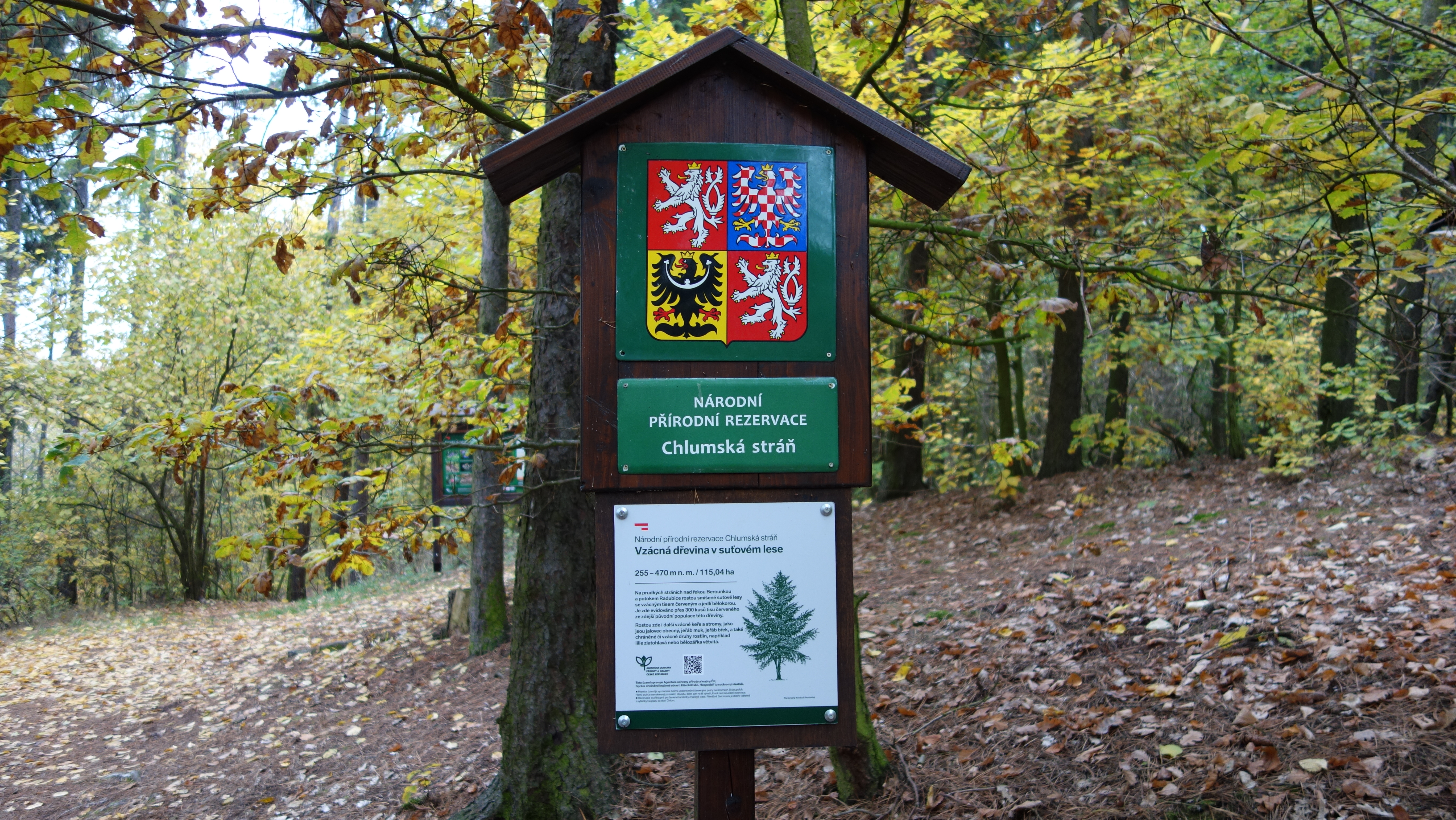
Tabule
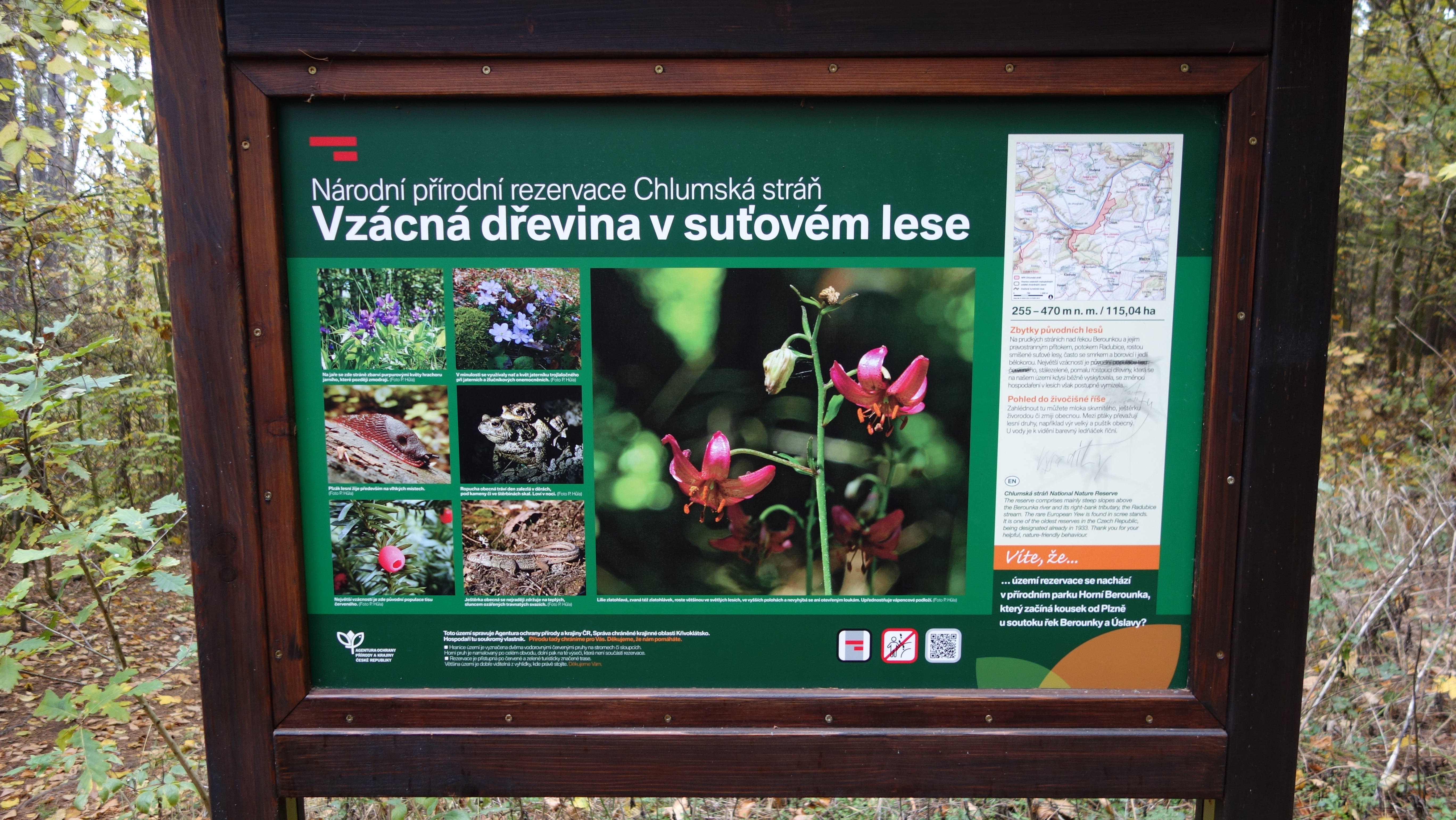
Informační tabule 2